# Jamraj
Jamraj (Perameles) – rodzaj niewielkich ssaków z podrodziny jamrajów (Peramelinae) w obrębie rodziny jamrajowatych (Peramelidae).

## Rozmieszczenie geograficzne
Rodzaj obejmuje gatunki występujące w Australii.

## Morfologia
Długość ciała 17,3–44,5 cm, długość ogona 7–16 cm; masa ciała 165–1400 g.

## Systematyka
Rodzaj zdefiniował w 1804 roku francuski przyrodnik Étienne Geoffroy Saint-Hilaire w artykule zatytułowanym Uwaga na temat rodzajów Phascolomis i Perameles, nowych rodzajów torbaczy, opublikowanym w czasopiśmie „Annales du Muséum d’Histoire Naturelle”. Geoffroy Saint-Hilaire nie wymienił żadnego gatunku; gatunkiem typowym jest (późniejsze oznaczenie) jamraj nosaty (P. nasuta). 

### Etymologia
- Perameles (Parameles, Perimeles, Peromeles): gr. πηρα pēra ‘kieszeń, torba’; rodzaj Meles Brisson, 1762 (borsuk)[16].
- Thylacis (Thylax): gr. θυλαξ thulax, θυλακος thulakos ‘kieszonka, woreczek’[17].

### Podział systematyczny
Do rodzaju należą następujące występujące współcześnie i wymarłe po roku 1500 gatunki:
| Grafika | Gatunek                | Autor i rok opisu                 | Nazwa zwyczajowa | Podgatunki                     | Rozmieszczenie geograficzne | Podstawowe wymiary                              | Status IUCN |
| ------- | ---------------------- | --------------------------------- | ---------------- | ------------------------------ | --- | ----------------------------------------------- | ----------- |
|         | Perameles bougainville | Quoy & Gaimard, 1824              | jamraj zachodni  | 2 podgatunki (w tym 1 wymarły) | Australia Zachodnia (Zatoka Rekina) i Australia Południowa (reintrodukowany w ramach projektu Arid Recovery)                                                        | DC: 17,3–23 cm DO: 8,1–10,6 cm MC: 165–300 g    | VU          |
|         | Perameles fasciata     | J.E. Gray, 1841                   |                  | gatunek monotypowy             | Queensland i Nowa Południowa Walia | DC: brak danych DO: brak danych MC: brak danych | NE          |
|         | Perameles myosuros     | J.A. Wagner, 1841                 |                  | gatunek monotypowy             | dawniej lokalnie licznie występujący w Wheatbelt w południowo-zachodniej Australii Zachodniej; zapisy z jaskiń Nullarbor (Australia Zachodnia/Australia Południowa) | DC: brak danych DO: 9,6–11 cm MC: brak danych   | NE          |
|         | Perameles notina       | O. Thomas, 1922                   |                  | gatunek monotypowy             | okazy zebrane głównie w południowo-wschodniej Australii Południowej; odnotowano również jako pospolite na rzece Murray (Wiktoria i Nowa Południowa Walia)           | DC: 28 cm DO: 7,5–9 cm MC: brak danych          | NE          |
|         | Perameles eremiana     | W.B. Spencer, 1897                | jamraj pustynny  | gatunek monotypowy             | znany z południowego Terytorium Północnego aż daleko na północ do pustyni Tanami, rozciągający się na północno-zachodnią Australię Południową i Australię Zachodnią | DC: 18–28,5 cm DO: 7,7–13,5 cm MC: około 250 g  | EX          |
|         | Perameles pallescens   | O. Thomas, 1923                   |                  | gatunek monotypowy             | północny Queensland (Wet Tropics i półwysep Jork) | DC: 31–44 cm DO: 12–16 cm MC: 0,52–1,3 kg       | NE          |
|         | Perameles nasuta       | É. Geoffroy Saint-Hilaire, 1804   | jamraj nosaty    | gatunek monotypowy             | środkowo-północny Queensland na południe do WIktorii | DC: 31–44 cm DO: 12–16 cm MC: 0,52–1,3 kg       | LC          |
|         | Perameles gunnii       | J.E. Gray, 1838                   | jamraj pręgowany | gatunek monotypowy             | północna i wschodnia Tasmania (wraz z wyspą Bruny) i południowa Wiktoria                                                                                            | DC: 27–35 cm DO: 7–11 cm MC: 0,5–1,4 kg         | VU          |
|         | Perameles papillon     | Travouillon & M.J. Phillips, 2018 |                  | gatunek monotypowy             | znany z jaskiń niziny Nullarbor oraz przylegającej niziny Roe (po obu stronach granicy pomiędzy Australią Zachodnią a Południową)                                   | DC: brak danych DO: 5,4–8,9 cm MC: brak danych  | NE          |

Kategorie IUCN:  LC  – gatunek najmniejszej troski,  VU  – gatunek narażony,  EX  – gatunek wymarły;  NE  – gatunki niepoddane jeszcze ocenie.
Opisano również gatunki wymarłe w czasach prehistorycznych:
- Perameles allinghamensis M. Archer & Wade, 1976 – gatunek wymarły z pliocenu Australii[24]
- Perameles bowensis Muirhead, Dawson & M. Archer, 1997 – gatunek wymarły z pliocenu Australii[25]
- Perameles sobbei Price, 2002 – gatunek wymarły z plejstocenu Australii[26]
- Perameles wilkinsonorum Travouillon, Louys, Price, M. Archer, Hand & Muirhead, 2017 – gatunek wymarły z pliocenu Australii[27].